# Őrmező (Budapest)
Őrmező Budapest egyik városrésze a XI. kerületben.

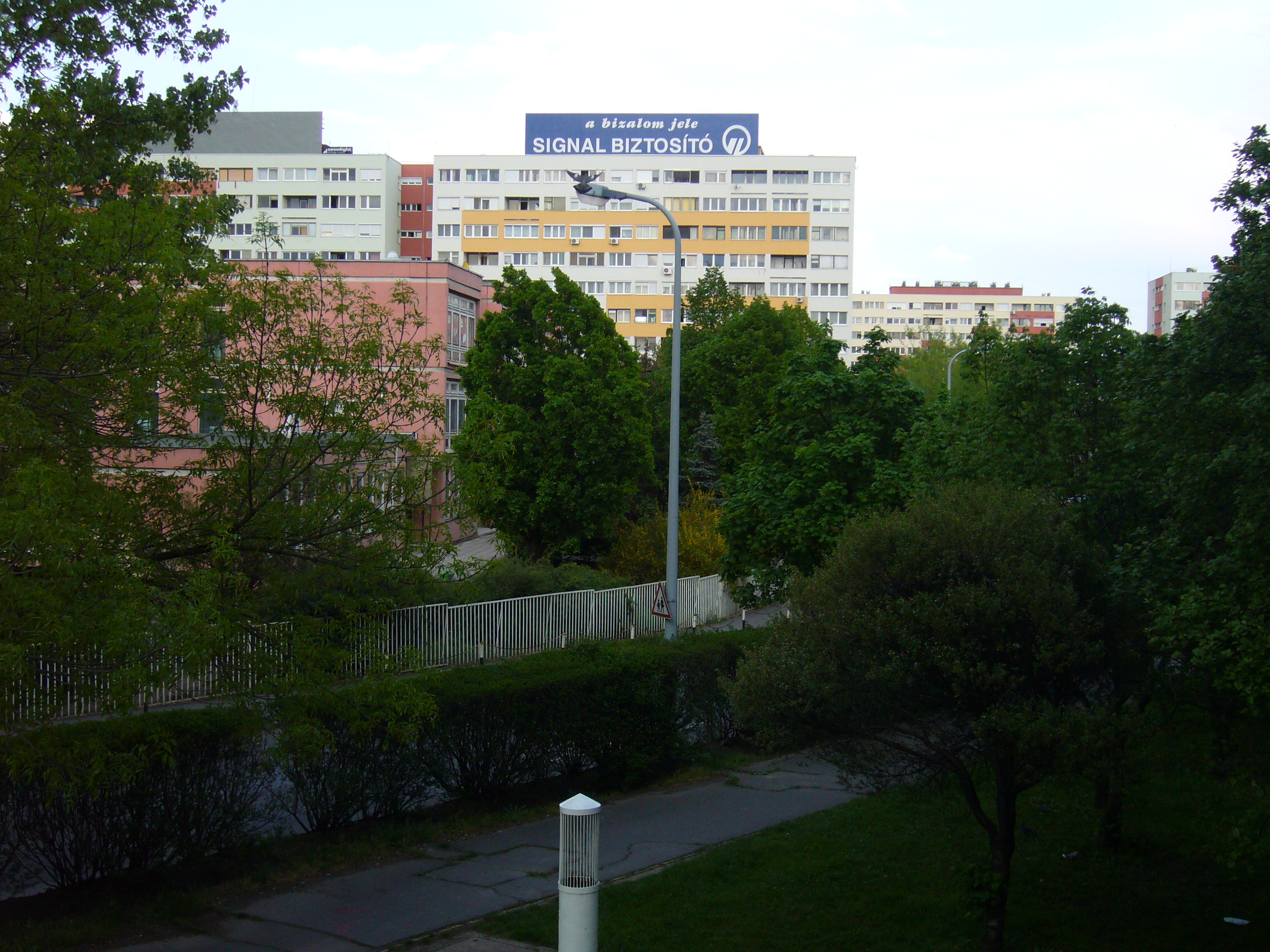
Őrmezei házak nyáron

## Fekvése
Határai: Budaörsi út a Lapu utcai aluljárótól – Nagyszőlős utcai aluljáró – a MÁV hegyeshalmi vonala – Dobogó út a Lapu utcai aluljáróig.

## Története
Az 1847. évi budai dűlőkeresztelő alkalmával a német Feldhut kapta ezt a nevet.
A lakótelep 3 ezer lakással két ütemben, 1972–1984 között épült. (Az Igmándi utca modernebb házai építészeti kialakításuk alapján Győr Marcalváros lakótelepére hasonlítanak.) 1976-ban elkészült az Őrmezei Általános Iskola. Számos óvoda, bölcsőde található pl. a Eszterlánc Magyar–Angol Montessori Óvoda. 1975-ben az egyetlen óvoda volt az épülő lakótelepen élő gyerekeknek. 2009. augusztus 3.–szeptember 2. között a Menyecske utca egyik részén két ütemben teljes útpályaszerkezet-cserét végeztek.
2005-ben végleg csődbe ment a Mikes Kelemen utcai Apenta-telep; felszámolták és eladták.
A panelprogram keretében 2005–2008 között a Menyecske utcai panelházak és 2012-2013 között az Igmándi utca négyemeletesei a megszokott szürke helyett színes homlokzatot és új hőszigetelést kaptak. 2009 áprilisa és szeptembere között újjáépült a Költők parkja. Őrmező déli peremén, a Keserű-ér (Határ-árok) völgye az Örsöd városrész szikes rétjein fakadó keserűvíz forrásokban (Hunyadi János, Ferenc József) gazdag volt. Ezek vízhozama a lakótelep felépítése után visszaesett. Vizük elapadt, mivel a házak alapozása elzárta a kis csermelyeket.

## Közlekedése
A városrész mellett elhaladó forgalmas Budaörsi úttól az M1-es és M7-es autópálya formájában folytatódik. (Az M7-est az ország legelső autópályájaként, 1965-ben adták át.) A Kelenföld vasútállomás induló vonatokkal szinte az egész Dunántúl elérhető vasúton.
2014. március 29-én, a 4-es metró megindításával együtt átadták a metróállomáshoz kapcsolódó új őrmezői autóbusz-végállomást és (a később épült 1400 férőhelyes) P + R parkolót (Intermodális Csomópont), amelyet az alábbi járatok érintenek: 
- 8E, 40, 40B, 40E, 53, 58, 87, 87A, 88, 88A, 101B, 101E, 108E, 141, 150, 150B, 153, 154, 172, 173, 187, 188, 188E, 250, 250B, 251, 251A, 251E, 272

A Zelk Zoltán út - Péterhegyi út útvonalon az alábbi autóbuszjáratok közlekednek:
- 150, 150B, 153, 154, 250, 250B, 251, 251A, 251E

Az őrmezői lakótelepen keresztülhaladó buszjáratok:
- Menyecske utca: 150, 150B: Budatétény vasútállomás (Campona) – Újbuda-központ
- Neszmélyi út: 153, 154: Gazdagréti tér – Infopark / BudaPart

A városrészt éjszaka a 941-es busz szolgálja ki, mely átszállásmentes kapcsolatot létesít a Móricz Zsigmond körtér felől Kelenvölgyön, Budafokon át Budatétényre.
150E
- 1990-ben autóbuszjárat indult el 41-es jelzéssel a Kosztolányi Dezső tér és a Neszmélyi út között. 1998-ban a lakótelepen a busz  körüljárási irányát megfordították, ezért végállomása a Menyecske utcához került. 2008-tól 150E jelzéssel közlekedett, immáron Újbuda-központig. 2014-ben a 4-es metró átadása miatti forgalmi változások bevezetésével a járatot megszüntették.